# 宍粟市
宍粟市（日语：／ Shisō shi */?）是位於日本兵庫縣西部的城市，為兵庫縣內面積第二大的行政區劃，僅次於豐岡市。轄內多數區域為山區，
市區內主要河川為揖保川，自北部的藤無山一路往南貫穿轄區，主要市區也位於揖保川兩側河谷中。

## 人口
| 宍粟市人口分布圖 |                                               |  |
| 宍粟市與日本全國年齡別人口分布比較圖 （2005年資料） | 宍粟市的年齡、男女別人口分布圖 （2005年資料） |  |
| ■紫色是宍粟市 ■綠色是全国 | ■藍色是男性 ■紅色是女性                       |  |
| 宍粟市人口變化 \| 1970年 \| 48,558人 \| \| \| 1975年 \| 48,791人 \| \| \| 1980年 \| 49,084人 \| \| \| 1985年 \| 48,980人 \| \| \| 1990年 \| 48,454人 \| \| \| 1995年 \| 47,685人 \| \| \| 2000年 \| 45,460人 \| \| \| 2005年 \| 43,302人 \| \| \| 2010年 \| 40,938人 \| \| \| 2015年 \| 37,773人 \| \| \| 2020年 \| 34,819人 \| \| |                                               |  |
| 資料來源：日本總務省統計中心提供之人口普查數據 |                                               |  |
| 1970年 | 48,558人                                      |  |
| 1975年 | 48,791人                                      |  |
| 1980年 | 49,084人                                      |  |
| 1985年 | 48,980人                                      |  |
| 1990年 | 48,454人                                      |  |
| 1995年 | 47,685人                                      |  |
| 2000年 | 45,460人                                      |  |
| 2005年 | 43,302人                                      |  |
| 2010年 | 40,938人                                      |  |
| 2015年 | 37,773人                                      |  |
| 2020年 | 34,819人                                      |  |

## 歷史
全市轄區過去皆屬於播磨國宍粟郡；位於南部的山崎町地區，過去由於位於連結播磨國及因幡國的因幡街道的樞紐上而開始發展，江戶時代設置了山崎藩並於譜代大名本多氏負責治理。廢藩置縣後一度改設山崎縣，後才先後併入姬路縣、兵庫縣。
1889年日本實施町村制，現在的轄區在當時分屬：山崎町、城下村、戶原村、河東村、蔦澤村、神野村、神戶村、染河內村、下三方村、三方村、繁盛村、西谷村、奧谷村、千種村、土万村、菅野村，共1町15村。
經歷1950年代昭和大合併後，這些町村被整合為一宮町、千種町、波賀町、山崎町四個；2005年4月1日，這四個町再次合併成為現在的宍粟市。

### 變遷表
| 1889年4月1日 | 1889年-1926年 | 1926年-1944年 | 1944年-1954年            | 1954年-1989年        | 1954年-1989年        | 1989年-現在         | 現在                |
| ------------ | ------------- | ------------- | ------------------------ | -------------------- | -------------------- | ------------------- | ------------------- |
| 山崎町       | 山崎町        | 山崎町        | 山崎町                   | 1955年7月20日 山崎町 | 1955年7月20日 山崎町 | 2005年4月1日 宍粟市 | 2005年4月1日 宍粟市 |
| 菅野村       | 菅野村        | 菅野村        | 1954年10月1日 併入山崎町 | 1955年7月20日 山崎町 | 1955年7月20日 山崎町 | 2005年4月1日 宍粟市 | 2005年4月1日 宍粟市 |
| 城下村       |               |               |                          | 1955年7月20日 山崎町 | 1955年7月20日 山崎町 | 2005年4月1日 宍粟市 | 2005年4月1日 宍粟市 |
| 戶原村       |               |               |                          | 1955年7月20日 山崎町 | 1955年7月20日 山崎町 | 2005年4月1日 宍粟市 | 2005年4月1日 宍粟市 |
| 河東村       |               |               |                          | 1955年7月20日 山崎町 | 1955年7月20日 山崎町 | 2005年4月1日 宍粟市 | 2005年4月1日 宍粟市 |
| 蔦澤村       |               |               |                          | 1955年7月20日 山崎町 | 1955年7月20日 山崎町 | 2005年4月1日 宍粟市 | 2005年4月1日 宍粟市 |
| 神野村       |               |               |                          | 1955年7月20日 山崎町 | 1955年7月20日 山崎町 | 2005年4月1日 宍粟市 | 2005年4月1日 宍粟市 |
| 土萬村       |               |               |                          | 1955年7月20日 山崎町 | 1955年7月20日 山崎町 | 2005年4月1日 宍粟市 | 2005年4月1日 宍粟市 |
| 神戶村       | 神戶村        | 神戶村        | 神戶村                   | 1956年4月1日 一宮町  | 1956年9月30日 一宮町 | 2005年4月1日 宍粟市 | 2005年4月1日 宍粟市 |
| 染河內村     |               |               |                          | 1956年4月1日 一宮町  | 1956年9月30日 一宮町 | 2005年4月1日 宍粟市 | 2005年4月1日 宍粟市 |
| 下三方村     |               |               |                          | 1956年4月1日 一宮町  | 1956年9月30日 一宮町 | 2005年4月1日 宍粟市 | 2005年4月1日 宍粟市 |
| 三方村       |               |               |                          |                      | 1956年9月30日 一宮町 | 2005年4月1日 宍粟市 | 2005年4月1日 宍粟市 |
| 繁盛村       |               |               |                          |                      | 1956年9月30日 一宮町 | 2005年4月1日 宍粟市 | 2005年4月1日 宍粟市 |
| 西谷村       | 西谷村        | 西谷村        | 西谷村                   | 西谷村               | 1956年9月30日 波賀町 | 2005年4月1日 宍粟市 | 2005年4月1日 宍粟市 |
| 奧谷村       |               |               |                          |                      | 1956年9月30日 波賀町 | 2005年4月1日 宍粟市 | 2005年4月1日 宍粟市 |
| 千種村       | 千種村        | 千種村        | 千種村                   | 千種村               | 1960年1月1日 千種町  | 2005年4月1日 宍粟市 | 2005年4月1日 宍粟市 |

## 交通
現轄區內無鐵路通過，為兵庫縣內除淡路島外，唯一沒有鐵路通過的城市。在20世紀初，曾經為了開採森林建有波賀森林鐵道進行木材的運輸，不過已在1968年停止使用。

### 公路
高速道路
- 中國自動車道：（姬路市） - 山崎交流道（日语：山崎インターチェンジ (兵庫県)） - 宍粟系統交流道（日语：宍粟ジャンクション） - [{Tsl|ja|揖保川パーキングエリア|揖保川休息區}} - （佐用町）

一般國道
- 國道29號、國道429號（日语：国道429号）

## 觀光資源
山崎町
- 播州山崎花菖蒲園（日语：播州山崎花菖蒲園）
- 本多公園：山崎城（日语：山崎城 (播磨国)）遺跡
- 山崎戶外樂園（日语：山崎アウトドアランド）
- 與位洞門（日语：与位の洞門）

一宮町
- 伊和神社：播磨國一宮
- 御形神社（日语：御形神社）
- 福知溪谷（日语：福知渓谷）
- 一宮溫泉（日语：一宮温泉）

波賀町
- 波賀城史跡公園（日语：波賀城史跡公園）
- 原不動瀑布（日语：原不動滝）：日本瀑布百選之一、屬冰之山後山那岐山國定公園
- 音水溪谷（日语：音水渓谷）、音水湖

千種町
- 千種高原（日语：ちくさ高原）
- 千種高原百合園（日语：ちくさ高原ゆり園）

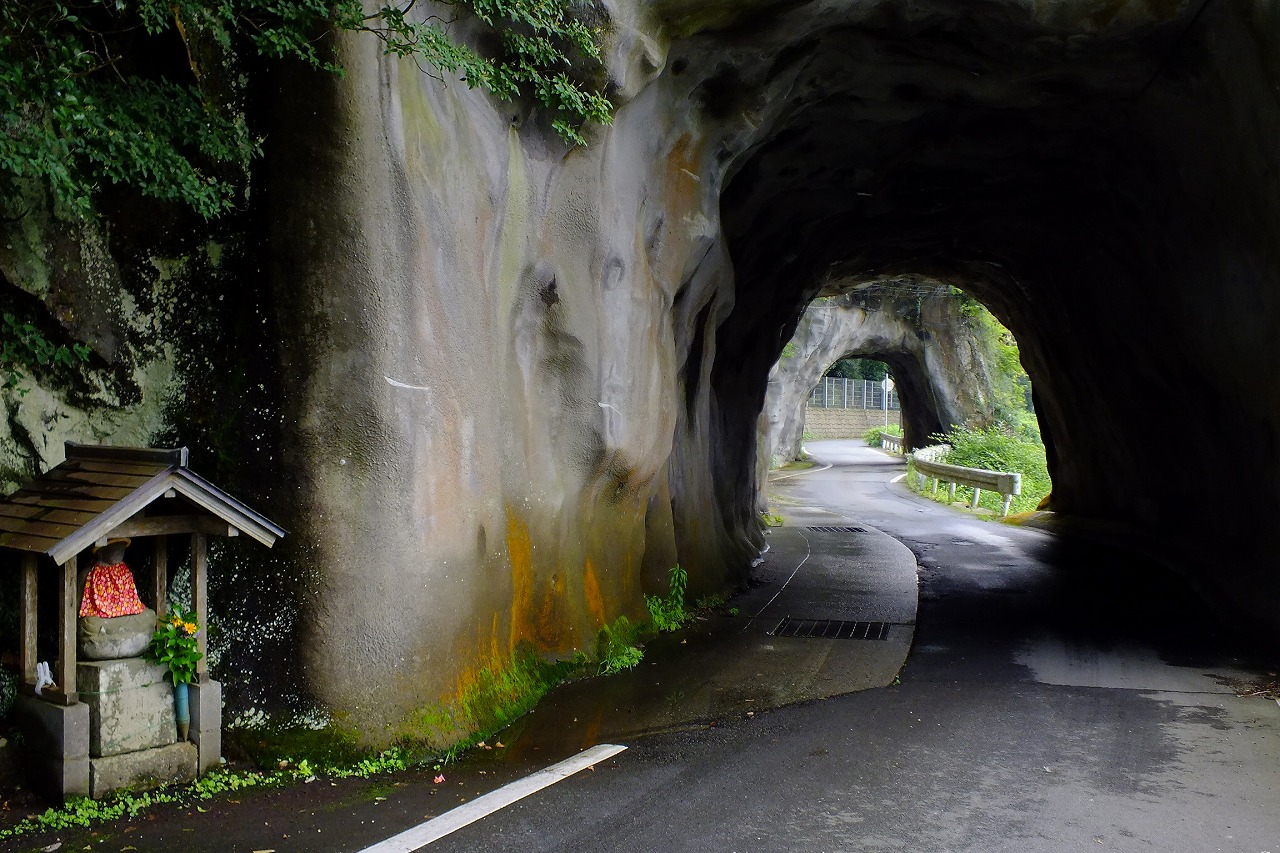
與位洞門
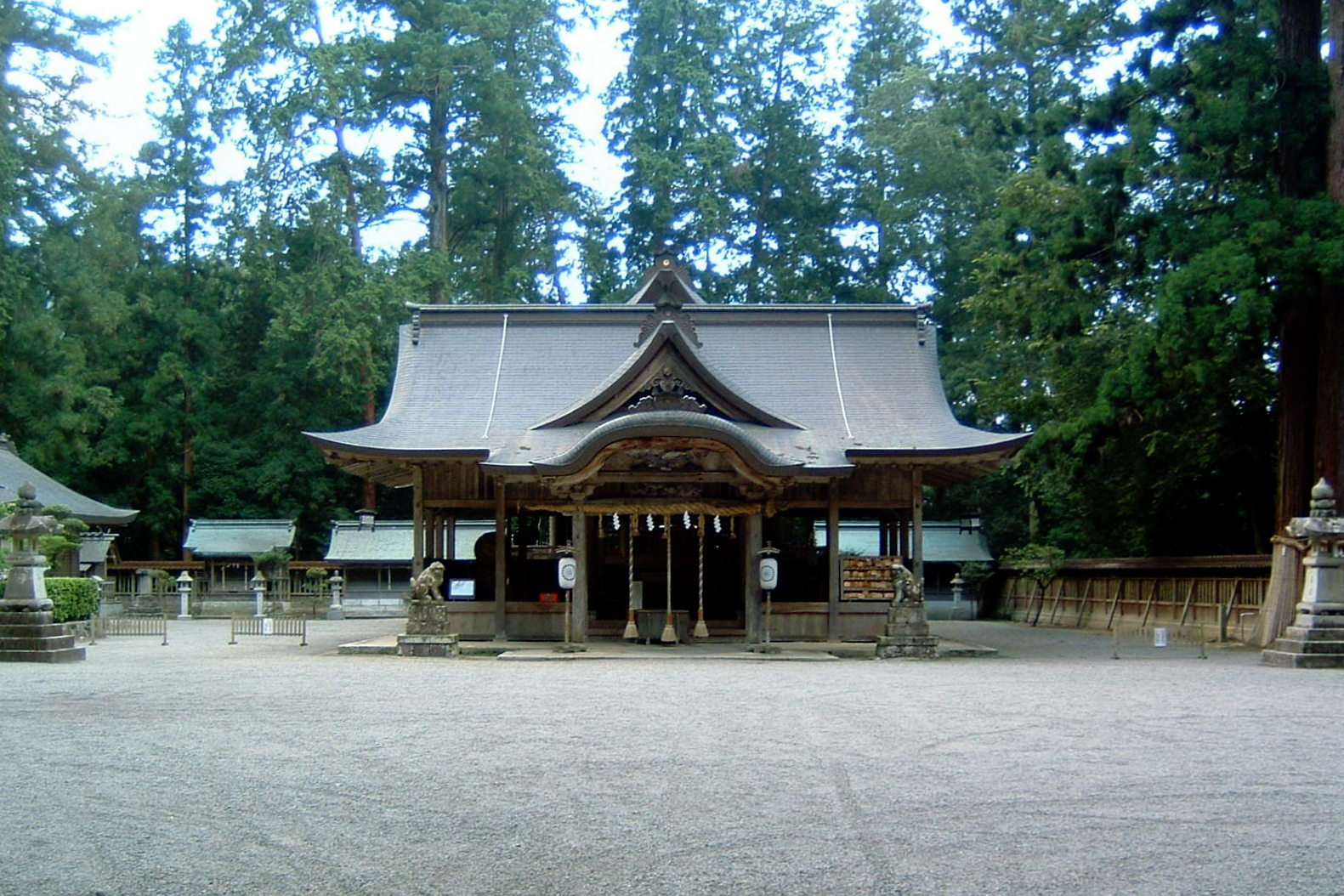
伊和神社
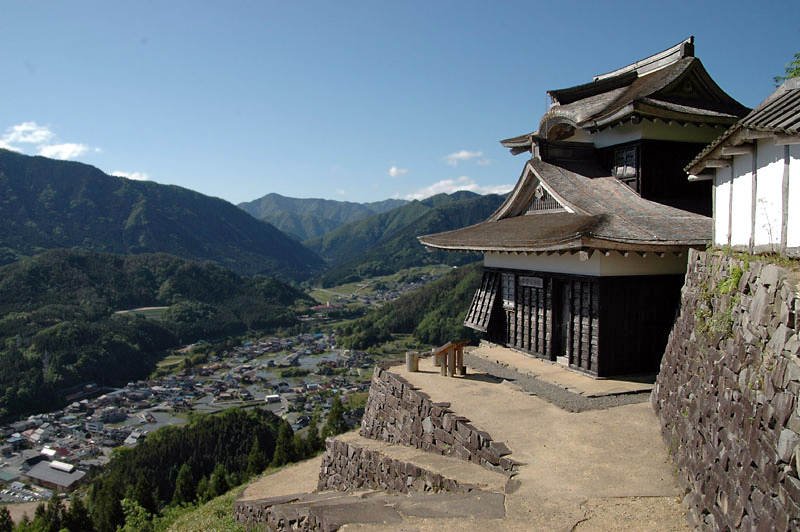
波賀城史跡公園的二層櫓
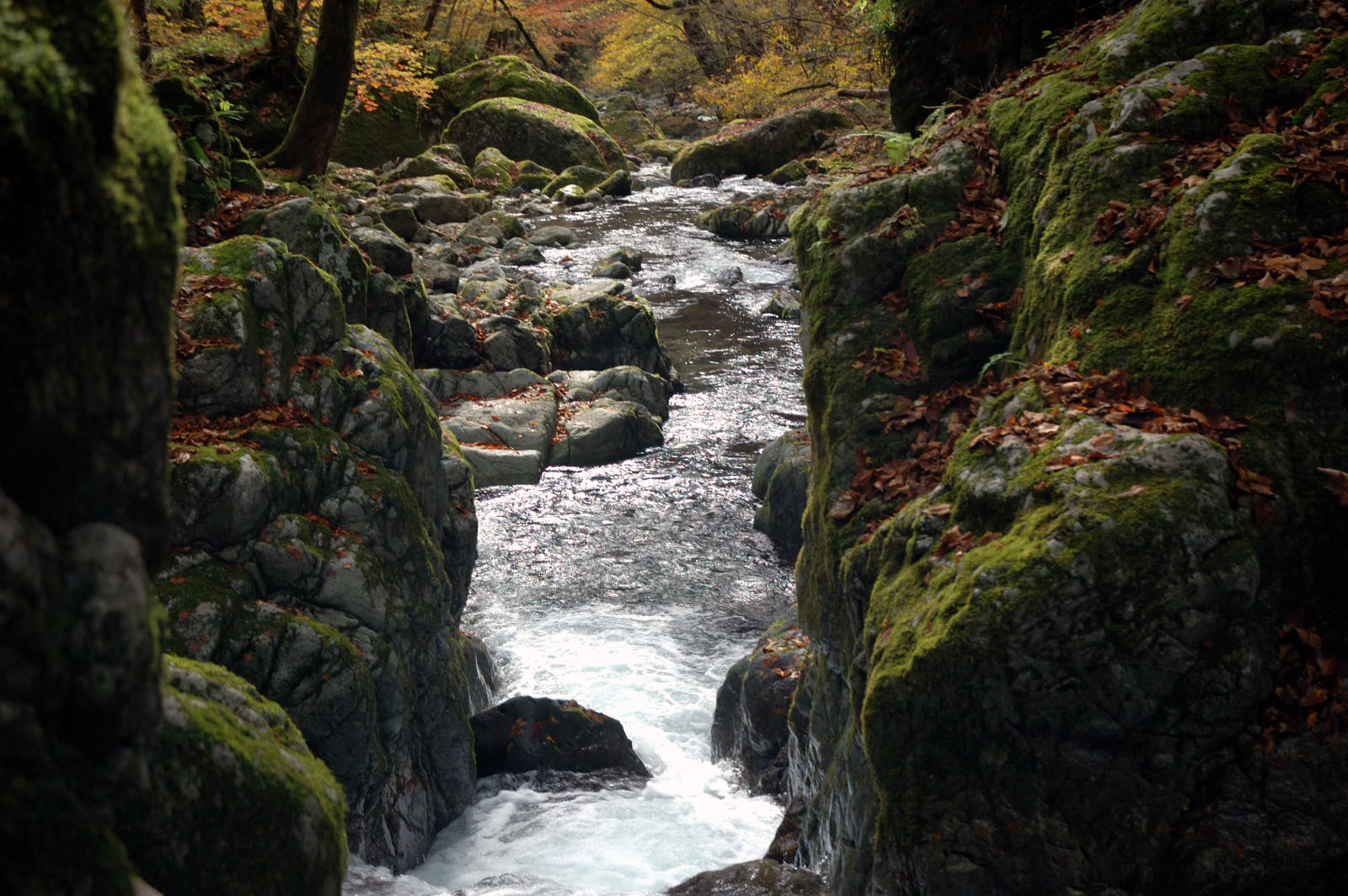
音水溪谷
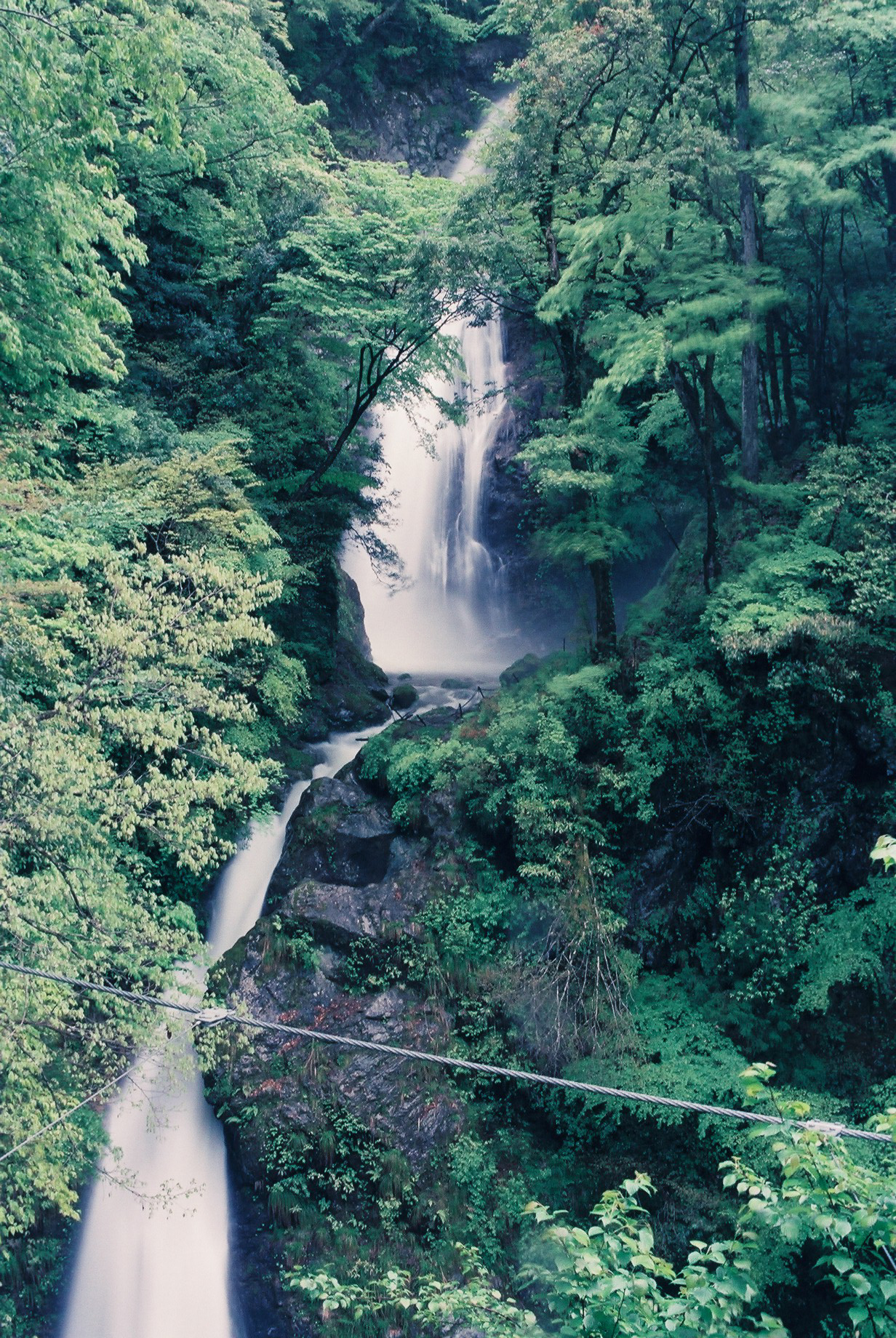
原不動瀑布

## 姊妹、友好城市

### 日本
- 高砂市（兵庫縣）

### 海外
- 史魁恩（美國华盛顿州克拉蘭郡）

## 外部連結
- （日語） 宍粟觀光導航（页面存档备份，存于）
- （日語） 宍粟市的Facebook專頁